# Кершаль (селище)
Керша́ль (рос. Кершаль) — селище у складі Пелимського міського округу Свердловської області.
Населення — 1 особа (2010, 3 у 2002).
Національний склад населення станом на 2002 рік: росіяни — 100 %.